# 王樸 (大同總兵)
王樸（？—1642年），明末大同總兵。

## 生平
王樸以父廕屢遷京營副將。崇禎六年，進右都督。七年代曹文詔鎮守大同，進左都督。崇禎十一年加太子太保。從總督盧象昇入京勤王。崇禎十四年三月，王樸與唐通、曹變蛟、吳三桂、白廣恩、馬科、王廷臣、楊國柱八個總兵，統兵十三萬，直到寧遠。二十六日王樸、吳三桂等沿海邊逃入杏山，逃跑時，清軍迎頭截擊。數萬明軍馬步爭馳，自相踐踏，“赴海死者，不可勝計”（《清太宗實錄》卷五七）。唐通、马科、白广恩、李辅明等相继逃出重围。曹變蛟、王廷臣死守松山，城破被殺。洪承畴被俘。
松錦之戰後，松山、锦州、塔山、杏山四城失陷，祖大寿举城投降，致使“九塞之精锐，中国之粮刍，尽付一掷，竟莫能续御，而庙社以墟矣！”京师大震，王朴以“首逃”之罪被逮捕，法司开庭审讯。御史郝晉發言：“六鎮（指逃命的馬科、李輔明、白廣恩、吳三桂、王朴、唐通）罪同，皆宜死。”，他認為不能只斬總兵，“三桂实辽左之将，不战而逃，奈何反加提督”。兵部尚書陳新甲覆議，“但姑念其（吳三桂）守宁远有功，可与李辅明、白广恩、唐通等贬秩，充为事官。”請獨斬王樸，崇祯十五年五月十九日處死王樸。

## 家族
父王威，官左都督。